# Aleksandăr Tsankov
Aleksandăr Tsolov Tsankov (bulgariska: Александър Цолов Цанков), född den 29 juni 1879 i Orjachovo, död den 27 juli 1959 i Buenos Aires, Argentina, var en bulgarisk högerextrem politiker och Bulgariens premiärminister 1923–1926.
Tsankov  tillträdde som premiärminister i Bulgarien 1923, efter en militärkupp mot Aleksandăr Stambolijskis regering. Tiden då han innehade denna position präglades av stor politisk instabilitet och repression, främst gentemot Bulgariens kommunistiska parti, något som ledde till att han tvingades avgå 1926. Därefter närmade sig Tsankov fascismen och Adolf Hitler; han utsågs 1944, efter Sovjetunionens invasion av Bulgarien under andra världskriget, till premiärminister i en pronazistisk exilregering baserad i Tyskland. Då denna upplöstes efter krigsslutet flydde Tsankov till Argentina, där han levde fram till sin död 1959.